# Instytut Sztuki Polskiej Akademii Nauk

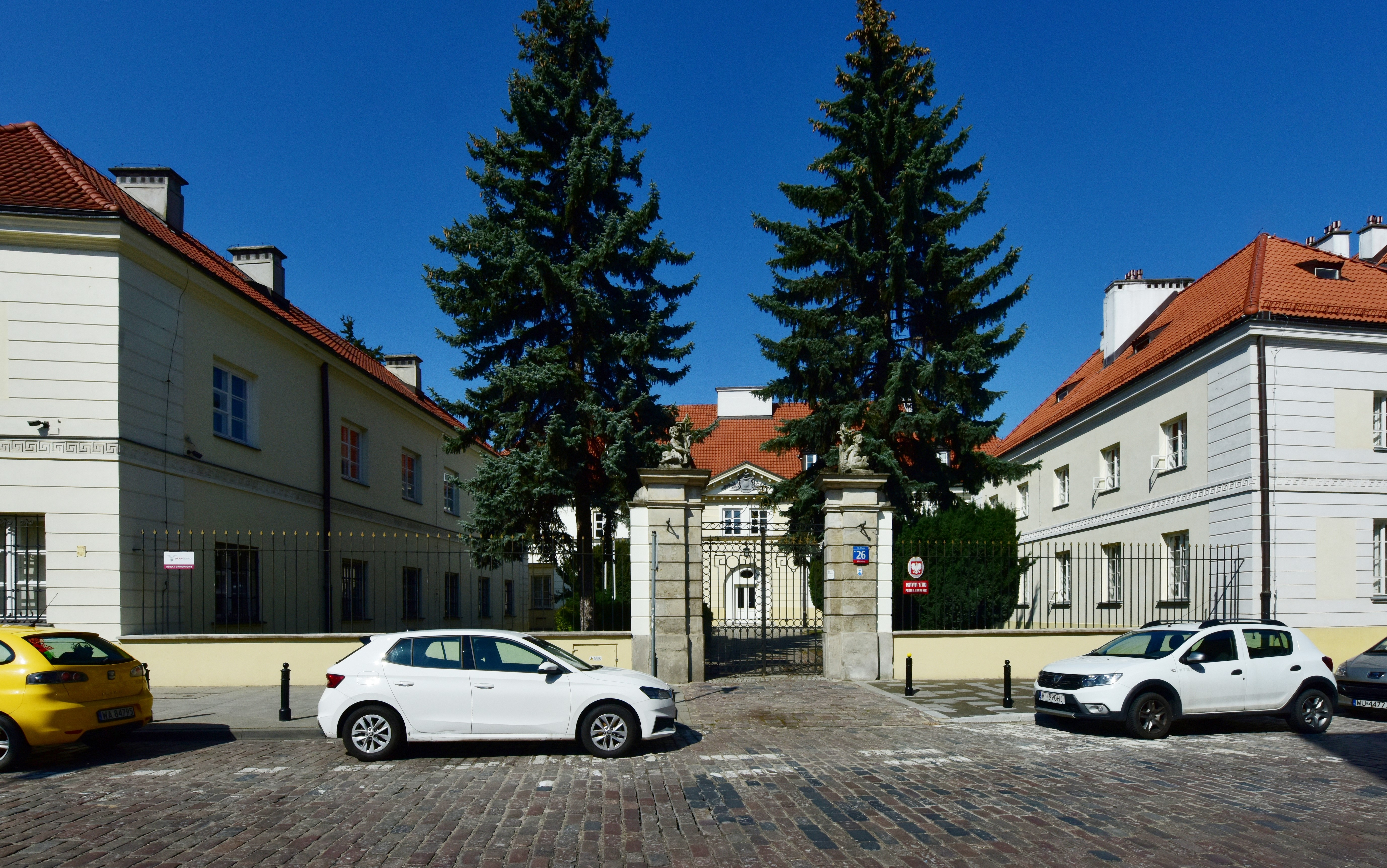
Pałac Marii Radziwiłłowej przy ul. Długiej 26, siedziba IS PAN

Instytut Sztuki Polskiej Akademii Nauk (IS PAN) – instytut naukowo-badawczy Polskiej Akademii Nauk (Wydział I) utworzony w 1949 w Warszawie jako Państwowy Instytut Sztuki, od 1959 w strukturze Polskiej Akademii Nauk.
Organizatorem i pierwszym dyrektorem instytutu był Juliusz Starzyński. Siedziba Instytutu mieści się w pałacu Marii Radziwiłłowej przy ul. Długiej 26.

## Opis
IS PAN to interdyscyplinarna placówka badawcza, zajmująca się badaniem i dokumentacją polskiej sztuki i kultury artystycznej w zakresie sztuk plastycznych i architektury, muzyki, teatru, filmu i sztuki audiowizualnej.
30 listopada 1949 uchwałą Rady Ministrów powołano Państwowy Instytut Sztuki (PIS) jako centralną, interdyscyplinarną placówkę naukowo-badawczą Ministerstwa Kultury i Sztuki.
Po powstaniu Polskiej Akademii Nauk 30 października 1951 Państwowy Instytut Sztuki otrzymał status jednego z instytutów Akademii.
Rada Naukowa PIS posiada uprawnienia do nadawania stopni naukowych doktora, doktora habilitowanego w dziedzinie nauk humanistycznych, w dyscyplinach: historia i nauki o sztuce.
Instytut prowadzi działalność badawczą, dokumentacyjną i wydawniczą. M.in. w ramach współfinansowanego przez Unię Europejską z Europejskiego Funduszu Rozwoju Regionalnego projektu CADIS (Centre for Archivisation and Digitisation of Image and Sound) tworzy i wdraża innowacyjny system informatyczny umożliwiający digitalizowanie historycznych materiałów dźwiękowych i fotografii i archiwizowanie ich w postaci cyfrowej.
Od lat dziewięćdziesiątych Instytut Sztuki PAN jest reorganizowany zgodnie z obowiązującymi zasadami finansowania nauki. Zlikwidowano terenowe oddziały IS PAN w Gdańsku i Poznaniu, pozostawiono jedynie pracownię w Krakowie.